# Засоби та типи масової комунікації
Засоби масової комунікації (ЗМК) — це канали та засоби передачі інформаційних повідомлень на  великі території та маси. На відміну від засобів масової інформації (ЗМІ), являють собою не джерело її поширення, а саме спосіб поширення її від комунікатора до реципієнта (у масовій комунікації реципієнт означає велику суспільну групу). Кожен засіб має свої особливості щодо формату поширення інформації, каналів та формування повідомлень, відповідно використовується в залежності від типу масової комунікації:
- Засоби масової інформації — розповсюдження інформації, її трансляція реципієнтам без орієнтації на зворотній зв’язок. Одностороння комунікація.
- Засоби масової комунікації — кодування, передача та декодування інформації, процес взаємодії між реципієнтом та комунікатором. Критерієм дієвості є не тільки те, наскільки інформація поширилась серед реципієнтів, а і те, як вони на неї відреагували. Двостороння комунікація.

## Типи масової комунікації
Це моделі та форми здійснення масової комунікації, котрі різняться за інформаційною напрямленістю та змістом в залежності від завдань, для виконання котрих вони застосовуються. Кожен з наведених нижче типів має свою мету, особливості та окремий спектр способів створення повідомлень, каналів передачі інформації та засобів комунікації. Узагальнені визначення кожного типу та схеми його дії:
Масмедійні комунікації. Цей тип відноситься до загального суспільно-інформаційного середовища та означає індустрію, побудовану на масовій комунікації. Для поширення інформації, у масмедійній комунікації використовується преса, інтернет, радіо, телебачення. Через використання візуальних каналів передачі інформації для виконання завдань по інформуванню суспільства і виходить назва мас-медіа. Для даного типу характерний розповідний, публіцистичний та інформативно-розважальний стилі передачі інформації без маніпулятивного підтексту. Тобто масмедійна комунікація має на меті збір інформації та подання її в чистому вигляді, або аналітику з висвітленням різних точок зору та конструктивною критикою. Основна мета мас-медіа — доведення інформації суспільству тому основний критерій успішності масмедійної комунікації полягає в оцінці того, наскільки широко розповсюдилась певна інформація. Даний тип масової комунікації часто поєднується з іншими для досягнення певних комунікативних цілей, як наприклад формування серед суспільства певної думки чи виклик певної реакції на висвітлені в тому чи іншому світлі події. Головним завданням працівників сфери мас-медіа є структуризація стихійного потоку інформації та подання її легкому до сприйняття вигляді.
Рекламні комунікації. Масова комунікація створює найсприятливіше середовище для рекламної діяльності. На відміну від масмедійної комунікації, котра забезпечує інформування, головною метою рекламної комунікації є привернення уваги та стимуляція бажання до придбання певного товару чи послуги. Відповідно тут уже присутній безпосередній вплив на споживачів рекламованого продукту чи послуги. Реклама не можлива без використання масової комунікації, оскільки головна мета реклами — максимальний вплив на аудиторію з метою створення та стимуляції інтересу до певного продукту. Відповідно, рекламна комунікація будується з метою отримати певну суспільну реакцію, яка полягатиме у збільшенні попиту на рекламовану продукцію. Масмедійна комунікація не досліджує психологічні характеристики своєї аудиторії, на відміну від рекламної, де це є невід'ємною частиною. У формуванні рекламної комунікації використовується комунікаційна інтенція. Тобто інформаційне цілепокладання, яке полягає у вивченні:
1. - Аудиторії, на котру спрямоване дане інформаційне повідомлення;
  - Основного повідомлення, яку саме думку воно має донести до суспільства;
  - Реакція суспільства на це повідомлення, тобто те, яку думку повідомлення викличе у аудиторії.

Реклама=комунікація+переконання. Відповідно, рекламна комунікація також активно використовує маніпулятивні види інформаційного впливу, такі як:
1. - Словесні маніпуляції, нейролінгвістичне програмування
  - Переконання та навіювання.
  - Використання візуальних матеріалів, котрі прямо впливають на людську свідомість.
  - Створення інформаційних приводів задля привернення уваги до певного продукту чи послуги.
  - Використання стереотипів та цінностей суспільства заради формування у них вигідної рекламодавцю думки.
  - Використання методів медіа-маніпуляції.
2. PR-комунікації. Піар, чи зв’язки з громадськістю- тип масової комунікації, котрий спрямовується на зміну переконань цільової аудиторії(реципієнта) щодо певної організації та її діяльності чи окремої особи(комунікатора). На відміну від масмедійного типу, де головною метою є поширення інформації у нейтральному вигляді, мета піару полягає в налагодження позитивних зв’язків між комунікатором та реципієнтом, досягнення взаємопорозуміння та вигідної комунікації як для комунікатора так і для реципієнта. Відповідно, піар-комунікації передбачають використання засобів впливу на реципієнтів[1]. Даний тип масової комунікації характеризується максимальною зосередженістю на комунікаційній інтенції, адже вся методологія піару будується на прогнозуванні реакції людей на отримання певної інформації. PR-комунікація також активно використовує маніпулятивні засоби, проте на відміну від рекламної вони більше стосуються використання ЗМІ в маніпулятивних цілях.
3. Пропагандистська комунікація. Пропаганда є найманіпулятивнішим типом масової комунікації, оскільки полягає в прямому впливу на громадську думку, її спрямовування та коригування в потрібних векторах. Пропагандисти використовують майже всі існуючі  форми масового спілкування  та маніпуляції, для виконання завдання та зміни масової свідомості. Даний тип масової комунікації унікальний також тим, що має цілий спектр власних методів впливу на сприйняття та реакцію реципієнтів. Найчастіше пропаганда використовується в політичних цілях. Проте даний вид комунікації також може бути:
  - Соціальним (вплив на різні соціальні групи, мета – поширення певних поглядів серед окремих слоїв суспільства).
  - Релігійним (спосіб активного залучення до релігійної громади нових людей).
  - Комерційним (пов’язана з рекламною комунікацією – вплив на думку суспільства в комерційному середовищі).
  - Ідеологічним (поширення систем поглядів та доктрин, пов’язана з політичною).

Основний засіб пропагандистської масової комунікації- масове переконання у вірності чи невірності певних думок та принципів у людській свідомості. Від піар комунікації, пропагандистську відрізняє ідеологічна спрямованість маніпуляції, кінцевою метою є не створення сприятливого іміджу для конкретної особи чи організації, а саме максимальне поширення певної ідеології для підтримки окремих політичних сил. Маніпуляція пропагандистського типу комунікації є найбезпринципнішою – пропагандисти нерідко вдаються до створення міфів, дезінформування та викривлення інформаційної реальності.
1. Агітаційна комунікація. Взаємопов'язана з пропагандою, проте відноситься до окремого типу та полягає в спрямуванню суспільства до конкретних дій. Якщо пропаганда сприяє утворенню у людей певного ідеологічного світогляду, агітація спонукає їх до прямих дій, наприклад йти голосувати за окремого депутата чи приходити на протестний мітинг[5]. Агітація також передбачає врахування особливостей реципієнта, таких як соціальний статус, культурні особливості, рід діяльності. Як і в рекламній та піар комунікації, для ефективності даного типу важливе детальне визначення цільової аудиторії та відповідне конструювання ефективних повідомлень.
2. Підходи до вивчення типів масової комунікації.Детальніше напрями досліджень комунікації описані в статті «Масова комунікація». Проте для найдетальнішого вивчення кожного з вищевказаних типів масової комунікації потрібні різні підходи. Наприклад медійну комунікацію найкраще вивчати з точки зору культуралістського підходу, оскільки він дає можливість визначати культурно-лінгвістичні особливості суспільства і на цьому будувати уявлення про те, у якій формі інформація сприйматиметься легше всього. Детально розглянути наступні типи дозволяють структуралістський та біхевіоральний підходи, тому що вони розкривають вплив медіа на соціальні зміни та поведінкові аспекти суспільства, зокрема і реакцію на інформацію[6] .
3. Типологія засобів масової комунікації[7].
4. Комп'ютерні та цифрові засоби. Епоха розвитку інтернету та електронних технологій вивела засоби комунікації на новий рівень, інформація отримала змогу бути конвертованою в біти та байти та зберігатися на електронних носіях, транслюватися через них. Ця революція дозволила об'єднати усі раніше використовувані засоби інформації в єдиному середовищі.
5. Електронні лінії комунікації, інтернет. Розвиток цифрових технологій також вплинув на лінії зв'язку, з'явилася можливість одночасно обмінюватись мільйонами інформаційних повідомлень та транслювати тисячі каналів комунікації на весь світ. Можливості інтернету дозволили інтегрувати в єдиний простір усі традиційні медіа(наприклад радіостанції окремих міст через інтеграцію в інтернет можна слухати по всьому світу). Деякі з традиційних засобів комунікації, наприклад поштове листування повністю замінилися електронним форматом. Розвиток інтернет технологій також призвів до утворення нових медіа.
6. Друковані засоби комунікації. Незважаючи на поширення візуальних каналів передачі інформації, простий друкований текст нікуди не зник. Під час загальної інтеграції, текст став елементом, що здатен поєднувати між собою аудіо та візуальні засоби інформації. Прикладом таких засобів масової інформації, котрі змогли зберегти традиційний формат, інтегрувавшись в всесвітню мережу є газетні видання, котрі доступні і в друкованому і в електронному вигляді.
7. Мережева онлайн комунікація, конвергентні медіа. Розвиток інтернету дозволив створити засоби як міжособистісної, так і масової комунікації. Конвергентність дозволила об'єднувати в одному просторі функції різних засобів інформації[8]. Наприклад, соціальні мережі. В соціальних мережах відбувається неперервна комунікація між індивідами. Крім того, комунікатори можуть подавати інформацію численній кількості реципієнтів, створюючи блоги, інформаційні сторінки та спільноти. При цьому соцмережі дають можливість одразу відстежувати та аналізувати реакцію реципієнтів на інформацію. Відповідно, засоби онлайн-комунікації і утворили категорію новітніх медіа, оскільки конвергентність дозволила поєднувати між собою різні засоби інформації[7].
8. Мобільний зв'язок. Розростання стільникової мережі дозволило використовувати телефонний зв'язок в рекламних, інформаційних та навіть пропагандистських цілях[7]. Поступово стільникові технології вдосконалювались і вже в середині 2000 років майже кожен володів телефоном з можливістю використання мобільного інтернету.
9. Глобальне телебачення. Розвиток технологій оптоволоконного та супутникового зв'язку вивів телевізійний метод комунікації на принципово новий рівень. Особливого розвитку це надало масмедійному типу комунікації, оскільки авторитетні інформаційні телеканали змогли поширювати трансляцію на весь світ. Телебачення розділилось на дві категорії: глобальні розважальні телеканали та глобальні інформаційно-аналітичні. Крім того, розвиток електронних мереж дозволив значно оперативніше та якісніше збирати та передавати інформацію, без якої масмедійні структури припинять своє існування. Оперативність передачі інформації відіграє в телебаченні ключову роль, адже чим пізніше інформація була розповсюджена, тим більше актуальності вона втрачає. Новітні технології дозволили без перешкод проводити пряму телетрансляцію з місця подій. Крім того, пік популярності новинних телеканалів приходиться на різноманітні міжнародні кризи та збройні конфлікти, в так звані «тихі» періоди рейтинг інформаційного телебачення падає.
10. Взаємозв'язок типів та засобів масової комунікації. Кожен тип масової комунікації має відповідний її засіб, котрий найбільше підходить даному типу. Це зумовлюється можливостями засобу щодо розповсюдження інформації та використання комунікаційної інтенції. Так, наприклад, для масмедійної масової комунікації найбільше підходить інтернет та телебачення, тому що дані засоби дозволяють одразу розповсюдити інформацію на великі суспільні маси[7]. Проте, незважаючи на призначення збирати та розповсюджувати інформацію в чистому, нейтральному вигляді, телебачення впливає на свідомість реципієнта. Попередником телевізійних технологій комунікації було радіо. З розростанням радіомережі та використанням її в рекламному, масмедійному, пропагандистському та агітаційному типах комунікації простежувалася здатність радіо конструювати інформаційно-світоглядну реальність індивіда[9]. Телебачення пішло ще далі та змогло набагато сильніше впливати на людську свідомість через тотальну візуалізацію навколишнього інформаційного середовища. Реципієнт отримував готові візуальні образи та кінцевий результат а не процес усіх висвітлюваних подій, відповідно він сприймав це за єдиний вигляд реальності, формуючи власний міфологічний простір[9]. Відповідно це призвело до перевищення ролі телебачення, воно перестало бути нейтральним каналом інформації та стало передавати інформаційним повідомленням свої особливості, конструюючи реальність світосприйняття.

Для рекламної та піар комунікації найкраще підійдуть друковані засоби та конвергентні медіа, оскільки вони можуть спричиняти миттєве саморозростання інформації, коли зібрана з одного джерела інформація починає розповсюджуватися індивідами шляхом міжособистісної комунікації. Крім того конвергентні медіа надають широкі можливості для зворотнього зв’язку реципієнта, що дозволяє швидше та ефективніше коригувати стратегію впливу та переконань аудиторії. 
Для пропагандистського та агітаційного типів найкраще підійдуть радіо та телебачення, оскільки ці засоби не передбачають можливості відкрито коментувати та ставити отриману інформацію під сумнів. Телебачення та радіо мінімізують можливість виконання одного з ключових пунктів процесу комунікації, а саме- зворотнього зв’язку. 

## Фактори масової комунікації
Застосування засобів масової комунікації відповідно до необхідних типів базується на врахуванні факторів, які на неї впливають. Ці фактори визначають характер та особливості масової комунікації. Дані фактори діляться на:
1. Особистісні фактори:
  - Соціально-психологічні фактори комуніканта.
  - Фактори діяльності комуніканта.
  - Фактори поведінки комуніканта.
2. Інструментально-технологічні фактори:
  - Фактор валідності засобу комунікації.
  - Фактор валідності технології комунікації.
  - Фактор валідності каналу комунікації.
3. Ситуативні фактори:
  - Фактор часу.
  - Фактор простору.
  - Фактор третьої особи.

Особистісні фактори: базуються на психологічних характеристиках комунікатора та реципієнтів. Врахування цих характеристик впливає на ефективність дій комунікатора. Таким чином до соціально-психологічних факторів комунікатора відноситься його соціальний статус, авторитет, компетентність – тобто усі внутрішні, котрі впливають на ефективність комунікації. До факторів діяльності відносяться мета, з якою відбувається комунікація а також мотив, котрий означає власне привід до комунікації, потребу в ній. Сенс комунікації визначає, наскільки її мета співвідноситься з мотивом. Поведінкові фактори визначають те, наскільки ефективними для досягнення мети комунікації є дії комунікатора. 
Інструментально-технологічні фактори: ці фактори визначають ефективність використання засобів комунікації.  Фактор валідності визначає, наскільки засіб комунікації здатний забезпечити досягнення результату, враховуючи вихідні умови. Фактор валідності технології визначає ефективність методів та технік комунікації під час досягнення певних комунікативних цілей. Фактор валідності каналу комунікації впливає на шлях інформації від комунікатора до реципієнта, правильне врахування даного фактору дозволяє донести інформацію до потрібної аудиторії і у потрібному вигляді.
Ситуативні фактори: створюють загальний фон комунікації, котрий в свою чергу впливає на вищезазначені фактори. Фактор часу визначає прив’язку інформації до певного часового періоду, перебіг подій, котрі передують комунікації та можуть на неї вплинути. Фактор простору визначає вплив місця, де відбувається комунікація на її результат. Фактор третьої особи, чи фактор соціальних ролей визначає роль комунікатора, котра впливає на його сприйняття реципієнтами.